# Kinosternon angustipons
La tortuga de pantano de América Central (Kinosternon angustipons) es una especie de tortuga de la familia Kinosternidae endémica de América Central. Se encuentra en los siguientes países: Costa Rica, Nicaragua y Panamá. Sin embargo, es mucho más abundante en la Zona Caribe de Costa Rica, desde la desembocadura del Río San Juan en el límite entre Costa Rica y Panamá, hasta el distrito Almirante en la provincia de Bocas del Toro en Panamá. En Costa Rica se ha colectado en Puerto Viejo de Sarapiquí, los Diamantes (Guápiles), río Suerte y río Tortuguero y Barra del Colorado.
K.angustipons vive principalmente en charcos poco profundos o pequeños ríos de poca corriente, también se ha colectado en agua estancada de riachuelos poco profundos y de fondo lodoso.
El Herpetólogo John Legler, quien descubrió la especie, recolectó varios especímenes en Puerto Viejo de Sarapiquí en una laguna cuyo nivel subía y bajaba estacionalmente.
En su medio natural es una especie omnívora pues se alimenta de plantas vasculares acuáticas, hojas de árboles y de ortópteros.
En 2013 los investigadores John B. Iverson, Minh Le y Colleen Ingram publicaron un estudio en el que, basados en datos moleculares, proponían que las especies Kinosternon acutum, K. angustipons, K. creaseri, K. dunni, K. herrerai y K. leucostomum formaban un linaje separado de otras especies de Kinosternon, proponiendo un nuevo género denominado "Cryptochelys". Sin embargo, los investigadores Phillip Q. Spinks, Robert C. Thomson, Müge Gidiş y H. Bradley Shaffera publicaron otro estudio al año siguiente, en este donde se apoya la clasificación tradicional de la familia Kinosternidae y atribuyen los errores del anterior a la falta de más caracteres moleculares y morfológicos.